# Selección de béisbol de Tailandia
La Selección de béisbol de Tailandia es el equipo que representa al país en los torneos de la especialidad; y es controlado por la Asociación de Béisbol Aficionado de Tailandia.

## Participaciones

### Clásico Mundial de Béisbol
| World Baseball Classic record | World Baseball Classic record | World Baseball Classic record | World Baseball Classic record | World Baseball Classic record | World Baseball Classic record | World Baseball Classic record | World Baseball Classic record |                      | Eliminatoria         | Eliminatoria         | Eliminatoria         | Eliminatoria         | Eliminatoria |
| Año                           | Sede(s)                       | Ronda                         | Pos.                          | G                             | P                             | CA                            | CR                            | Sede                 | G                    | P                    | CA                   | CR                   |              |
| ----------------------------- | ----------------------------- | ----------------------------- | ----------------------------- | ----------------------------- | ----------------------------- | ----------------------------- | ----------------------------- | -------------------- | -------------------- | -------------------- | -------------------- | -------------------- | ------------ |
| 2006                          | No participó                  | No participó                  | No participó                  | No participó                  | No participó                  | No participó                  | No participó                  | No Hubo Eliminatoria | No Hubo Eliminatoria | No Hubo Eliminatoria | No Hubo Eliminatoria | No Hubo Eliminatoria |              |
| 2009                          | No participó                  | No participó                  | No participó                  | No participó                  | No participó                  | No participó                  | No participó                  | No Hubo Eliminatoria | No Hubo Eliminatoria | No Hubo Eliminatoria | No Hubo Eliminatoria | No Hubo Eliminatoria |              |
| 2013                          | No clasificó                  | No clasificó                  | No clasificó                  | No clasificó                  | No clasificó                  | No clasificó                  | No clasificó                  | República de China   | 0                    | 2                    | 4                    | 20                   |              |
| 2017                          | No participó                  | No participó                  | No participó                  | No participó                  | No participó                  | No participó                  | No participó                  | No participó         | No participó         | No participó         | No participó         | No participó         |              |
| Total                         | 0/4                           |                               |                               | –                             | –                             | –                             | –                             |                      | 0                    | 2                    | 4                    | 20                   |              |